# Alexander Pawlowitsch Kutepow

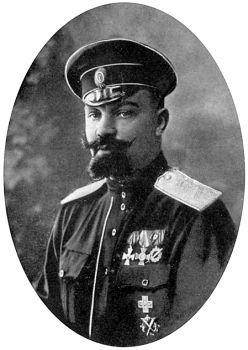
Alexander Pawlowitsch Kutepow

Alexander Pawlowitsch Kutepow (russisch Александр Павлович Кутепов; wissenschaftliche Transliteration Aleksandr Pavlovič Kutepov, * 16. Septemberjul. / 28. September 1882greg. in Tscherepowez; † 6. Mai 1930 in Moskau) war ein General der Infanterie der Kaiserlich Russischen Armee und ein Führer der weißen Partei im russischen Bürgerkrieg.

## Leben
Kutepow begann seine militärische Karriere im Jahre 1904 mit dem erfolgreichen Abschluss seiner Ausbildung an der Junker-Infanterieschule in St. Petersburg. Er nahm sowohl am Russisch-Japanischen Krieg als auch am Ersten Weltkrieg teil und stieg in dieser Zeit vom Kompaniechef bis zum Regiments- und Brigadekommandeur auf. Im Verlauf der Oktoberrevolution schloss er sich schon sehr früh der aus Freiwilligen neu geformten Weißen Armee in Südrussland an, wo er zunächst wieder als Kommandeur einer Brigade und später einer Division Verwendung fand. Nachdem die weißen Kräfte im August 1918 Noworossijsk hatten einnehmen können, wurde er zum Generalgouverneur der Schwarzmeerregion ernannt und war in dieser Funktion für einige besonders scharfe Repressalien gegen die lokale Bevölkerung verantwortlich.
Im Januar 1919 wurde ihm dann der Befehl über das Korps der Freiwilligenarmee der Truppen des Generals Anton Denikin übertragen. 1920 übernahm er dann als General der Infanterie die 1. Armee der General Wrangel unterstehenden Einheiten der Weißen Armee. Nach der endgültigen Niederlage Wrangels gegen die Bolschewiki flüchtete Kutepow im November 1920 zusammen mit den Resten der von ihm kommandierten Truppen ins Exil nach Gallipoli. 1921 begab er sich dann nach Bulgarien, wurde aus diesem Land jedoch zwei Jahre später nach einem von Kommunisten angezettelten Aufstand ausgewiesen. Schließlich ließ sich Kutepow in Paris nieder. Dort führte er zunächst eine Gruppe von Anhängern des Großfürsten Nikolai Romanow an. Als Wrangel im Jahre 1928 infolge eines mutmaßlichen Giftanschlags der Bolschewiki verstarb, übernahm Kutepow die Führung der 'Allrussischen Militärunion'. Ihr Ziel war die Bündelung der antisowjetischen Aktivitäten aller weißrussischen Kräfte, die sich im Exil befanden.
Am 26. Januar 1930 wurde Kutepow unter maßgeblicher Beteiligung des im Exil zu den Bolschewiki übergelaufenen Generals Nikolai Skoblin von Agenten des sowjetischen Geheimdienstes GPU entführt und gegen seinen Willen in die Sowjetunion gebracht. Er starb am 6. Mai 1930 unter ungeklärten Umständen im Gewahrsam der sowjetischen Geheimpolizei.
Die Entführung Kutepows und sieben Jahre später Jewgeni Millers durch GPU-Agenten bildet den Hintergrund von Vladimir Nabokovs Erzählung Der Regieassistent (Помощник режиссёра).